# Emmanuel Évain
Pour les articles homonymes, voir Évain.
Emmanuel Évain est un homme politique français né le 16 janvier 1864 à Paris et décédé le 22 mai 1944 à Versailles (Yvelines).
Avocat à Paris en 1886, il est avocat-conseil pour plusieurs chambres syndicales. Il est conseiller municipal de Paris de 1900 à 1919, et est président du conseil municipal en 1919. Il est également conseiller général et député de la Seine de 1919 à 1936, inscrit au groupe des républicains de gauche, puis à l'Union républicaine démocratique en 1928 et enfin au centre républicain de Tardieu, en 1932.

## Sources
- « Emmanuel Évain », dans le Dictionnaire des parlementaires français (1889-1940), sous la direction de Jean Jolly, PUF, 1960 [détail de l’édition]